# Абат-Байтак
Абат-Байтак (каз. Абат-Байтақ) — некрополь XIV — початку XX століть, похоронно-культовий комплекс у Західному Казахстані, а також мавзолей на території даного некрополя, розташований за 12 км на південь від селища Талдисай Хобдинського району Актюбінської області Казахстану.

## Назва
Із походженням назви некрополя та мавзолею пов'язано кілька легенд. За найпоширенішою з них, тут було поховано сина відомого філософа Асана Кайги — батир Абат, який захищав рідні землі від набігів калмиків і зміг здолати калмицького хана в чесній боротьбі. Після цього Абат зміг повернути родичам частину захоплених калмиками земель, а калмики більше не наважувалися нападати на казахів. Та ж легенда свідчить, що після смерті батира населення побудувало на місці його загибелі мавзолей лише за три дні. У зв'язку з цим до назви додався епітет «Байтак» («всенародний»).
Інша легенда, записана в XIX столітті, пов'язує мавзолей з ім'ям одного з монгольських полководців Байтака.

## Опис

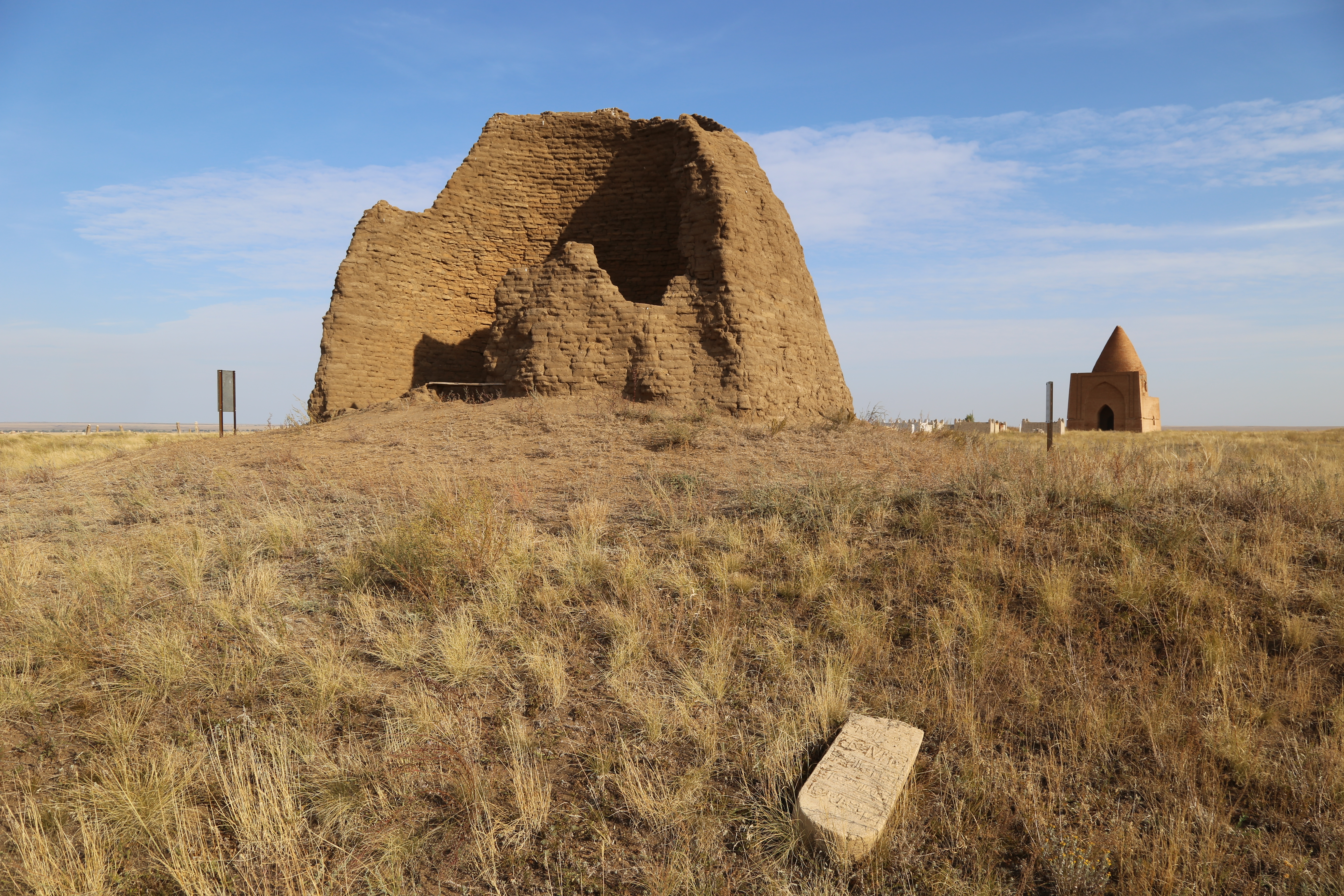
Мавзолей Киз ауліє

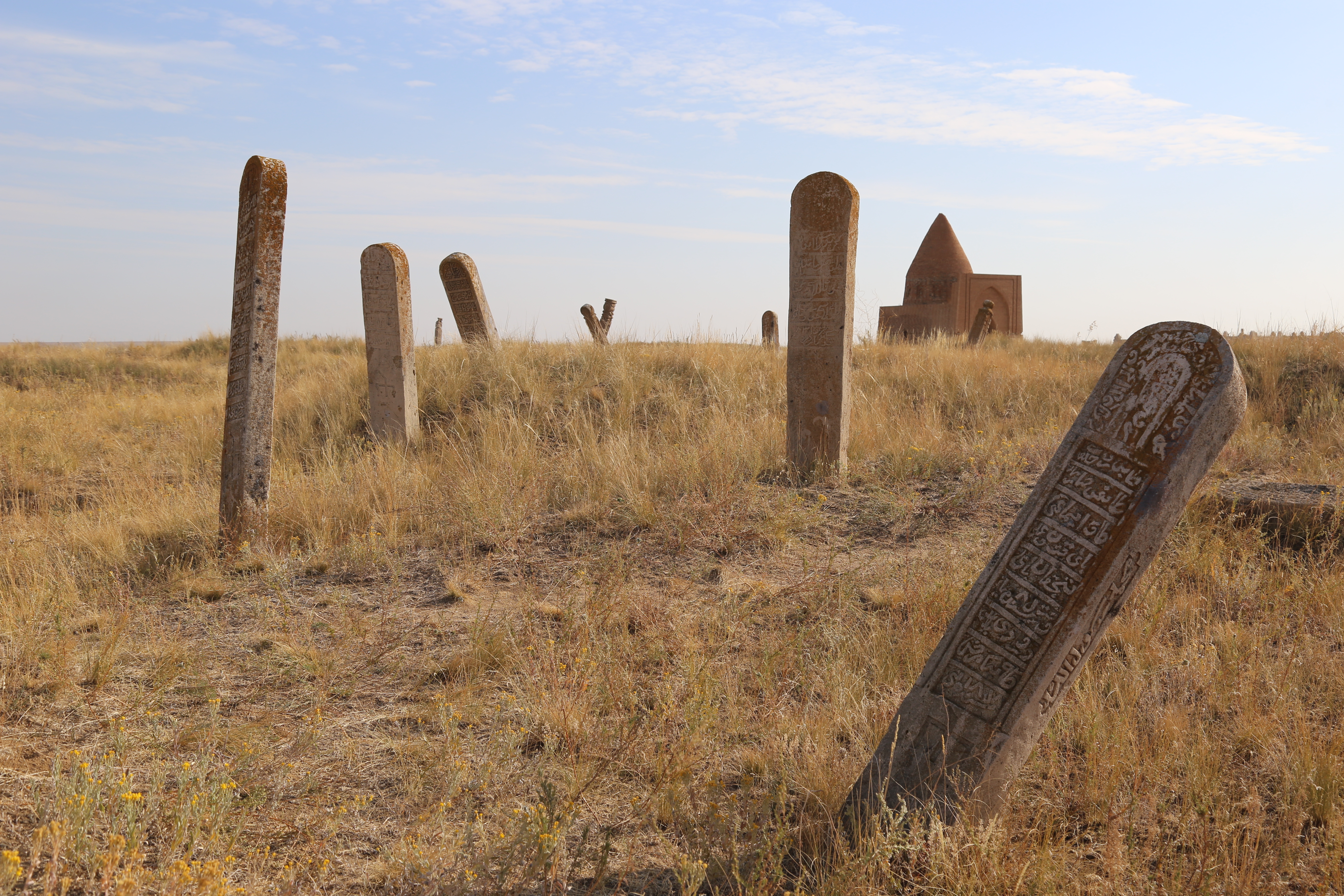
Кулпитаси

Некрополь складається з різних меморіальних споруд, що відрізняються архітектурно-планувальним та художнім рішенням. У центрі некрополя розташований мавзолей Абат-Байтак розмірами 9,52×9,8 м, що складається з двох частин — 11-гранного барабана та конічного купола. Основний масив кладки мавзолею виконаний квадратною паленою цеглою (24×24×6 см), місцями (зокрема, у склепіннях арок) застосована кладка прямокутною цеглою (24×12×6 см). У внутрішніх шарах четверика використано сирцеву цеглу аналогічних розмірів.
Серик Аджигалієв, який обстежив пам'ятку, довів наявність первинного порталу: «На наявність початкового порталу вказували деякі факти. Південна стіна мавзолею значно тонша за інші, що передбачає влаштування додаткових конструкцій на фасаді; збереглися залишки арочних вітрил у щипцевій стіні і, нарешті, сліди пілонів порталу. У результаті археологічних розкопок припущення підтвердилися — були виявлені залишки кладки пілонів, що виступають за лінію стін на 2,98 м».
Неподалік розташований інший мавзолей із сирцевої необпаленої цегли, побудований наприкінці XVIII століття за подобою мавзолею Абат-Байтак. У народі його називають «Киз моласи» або «Киз ауліє» (Свята діва).
На захід від мавзолею розташовані понад 200 надгробних споруд, представлених кам'яними різьбленими стелами — кулпитасами, що належать до XVIII — XX століть. Кулпитаси відрізняються різноманітністю композиційних та декоративних рішень. У цьому плані характерний кулпитас 1848 року, що вражає тонкістю різьблення. Деякі об'ємно-декоративні елементи вирішені у традиціях різьблення по дереву. До рідкісного типу кулпитасів відноситься надгробок 1893 року, вирізьблений з блоку вапняного пісковику. На пам'ятках Абат-Байтака вирізьблені арабографічні епітафії казахською мовою та тамги. Судячи з тамгам, на некрополі зроблено поховання представників різних родів Молодшого жузу: табин, кете, алшин, байбакти тощо.

## Вивчення та охорона
Перші згадки про мавзолей Абат-Байтак відносяться до XVIII століття. У праці історика Петра Ричкова «Топографія оренбурзька» повідомляється, що в 1750 інженер Олександр Рігельман біля впадання річки Карасу у Велику Хобду знайшов і змалював "немалі кам'яні будівлі, на зразок пірамід зроблені, які у киргизів називаються астани, і кажуть, ніби тут поховані були знатні люди, із яких, однак, називають Байтан. Вони ж оголосили йому, Рігельману, що тут за старих часів і місто бувало… "
Наприкінці XIX століття пам'ятка була коротко описана Дербісалі Беркімбаєвим та членом Оренбурзької вченої архівної комісії Я. Я. Полферовим. На початку XX століття У праці Жозефа-Антуана Кастаньє «Старожитності Киргизького степу та Оренбурзького краю» була вперше опублікована графічна фіксація мавзолею.
Можливо, перші обміри мавзолею були зроблені інженером Г. Герасимовим у 1947 році, він обміряв напівзруйнований мавзолей. У 1979—1980 роках експедиція Міністерства культури Казахстану під керівництвом археолога Серіка Аджигалієва зробила найповніше історико-архітектурне дослідження пам'ятки.
У 1982 році некрополь був включений до списку пам'яток історії та культури республіканського значення та взятий під охорону держави.
Лише у 2004 році перша експедиція вчених під керівництвом Єрбола Смагулова розпочала комплексне вивчення не лише самого мавзолею, а й його околиць. До того моменту могили вже були розграбовані, і багато речей, що являють цінність, швидше за все, вкрадені. У мавзолеї було виявлено п'ять поховань (чоловіки середнього віку, жінки, підлітка та два дитячі), залишки дерев'яних трун, металева булава (можливо, палиця місіонера суфійського штибу), залишки одягу.
Після досліджень було проведено реставрацію мавзолею Абат-Байтак, на яку було виділено близько 30 мільйонів тенге з республіканського бюджету за програмою «Культурна спадщина» та 3,5 мільйона тенге з обласного бюджету на будівництво печі для випалу цегли. Для того, щоб повністю викласти мавзолей, майстрам знадобилося виготовити 32 тисячі цеглин.
Мавзолей Абат-Байтак є місцем паломництва.